# Аксентије Максимовић
Аксентије Максимовић (Долово, 25. фебруар 1844 — Праг, 13. фебруар 1873) био је српски композитор и диригент у Српском народном позоришту у Новом Саду.

## Биографија
Отац му је по занимању био ћурчија. Још у најранијим данима живота веома је успешно подржавао гласове којима их је учио стари доловачки учитељ Павле Вишњички, уз кога је стасао и истицао се међу вршњацима у појању. У родном месту је похађао српску и немачку основну школу, у Панчеву нижу (са четири разреда), а у Сремским Карловцима три виша разреда гимназије.
Као ђак се бавио компоновањем, дириговањем и сликарством. Још као дечак је био познат по свом таленту, али и по бунтовничком понашању. За свесловенску прославу 1000. годишњице Ћирила и Методија (1863) дириговао је гимназијским хором у Сремским Карловцима. За осам дана је успео да научи песме и диригује гимназијским хором. Међу припремљеним се налазила и његова композиција за патриотску песму за мушки хор Где је Српска Војводина?, на речи песме Хај, коју је Стеван Владислав Каћански, објавио у Даници (1861). Она је поред песама Устај, устај Србине, Радо иде Србин у војнике, Оро кличе са висине, постала најпопуларнија химна свог времена, коју су прихватили сви слојеви народа. Због револуционарног карактера је избачен из седмог разреда гимназије, на захтев патријарха Самуила Маширевића.
Према неким изворима, године 1865. године је постао студент технике у Бечу, а по повратку из Беча, Јован Ђорђевић Фотер га је 28. априла 1865. године примио за „капелника“ на место дотадашњег капелника, чешког музичара Адолфа Лифке, у Српско народно позориште у Новом Саду, где је радио и као учитељ певања. Ту је упознао и своју будућу супругу Софију, глумицу и са њом се оженио 1867. године. У овом браку добили су ћерку Милицу (касније Милка Марковић), будућу чувену глумицу и прву српску редитељку.
За Српско народно позориште у Новом Саду био је везан од 1865. године, па до смрти 1873. године. Показао је велики таленат и зрелост у свом раду. Такође је компоновао музику за седамнаест позоришних комада, а многе његове композиције извођене су и на концертима соло певача. Његов највећи допринос је у развоју вокалне музике, који се надовезује на рад Корнелија Станковића. Све своје композиције је урадио у народном духу. Бавио се и писањем црквене музике, а са гимназијским хором је учествовао на литургијама у Саборној цркви у Новом Саду. Писао је уџбенике за учење музике, међу којима и први уџбеник за хоровође на српском језику.
Поред свега бавио се и сликарством у време док је био ђак Карловачке гимназије. У Бечу је Коста Суботић издао његову слику Убиство књаза Михајла.
Године 1871. изабрала је панчевачка црквена општина Максимовића за свог питомца и послала га да изучава теорију музике у "оргуљској школи" у Прагу. После шеснаестомесечних студија на оргуљашкој школи, Аксентије Максимовић је умро у Прагу (1. фебруара 1873. године). Подмукла болест, туберкулоза, прекинула је његов стваралачки елан; умро је у 26. години. Сахранили су га чешки уметници из из уметничког друштва "Умелецка беседа", на Вољшанском гробљу у Прагу. Споменик на гробу поставила је после три деценије кћерка Милка Марковић, позната позоришна уметница.
Основна школа у Долову носи његово име, као и једна улица. По његовом имену назване су и улице у Панчеву и Новом Саду.

## Заслуге
Душан Јанковић је 1887. године писао у новосадској "Застави" о Максимовићу, и притом истакао његов лични значај за српство.
Као прво, наставио је путем којим је кренуо његов велики претходник Корнелије Станковић. Као друго, знатно је унапредио певање у Српском народном позоришту (у представама); подигао га на високи ниво. И као треће, Аксентије је почео први код Срба, да пише "веџбе" (ноте) за свирање и певање.

## У његову част
Све његове преостале композиције, откупило је Српско народно позориште 1890. од његове ћерке Милке.
У Долову још увек постоји кућа из прве половине 19. века, у којој се родио и у којој је живео у Долову, са потпуно очуваном уличном фасадом. Улице у Долову, Панчеву и Новом Саду носе његово име.
По њему се зове ОШ „Аксентије Максимовић“ Долово.

## Музика за позоришне комаде
Написао је композије за седамнаест позоришних представа:
- за трагедију Масим Црнојевић, прво драмско дело Лазе Костића, пењмијерно изведено 1869.
  - Ој пусто море
  - Кад се дану више неће
  - Плачу и ридају
- за драму Матије Бана Добрило и Миленко премијерно изведену 1866.
  - Веле људи
  - Људски живот
- за драму Матије Бана Смрт кнеза Доброслава
  - Мала Јелка
- за драму Матије Бана Српске Цвети
  - Застава се опет вије
  - Покрај река вавилонских
- Три дуета и један квартет за шаљиву игру Пркос од Јулијуса Родерика Бенедикса
- две песме за прославу Доситеја
- за Суботићевог Милоша Обилића, премијерно изведена 1866.
  - Док је нама Милоша јунака
- све песме и маршеве за Суботићев комад Сан и јава
- све песме и мелодраме за Суботићев „Крст и круна“ или Крунисање Стефана Немање
- за Скрибов Први растанак премијерно изведен 1866.
  - Раздрагано срце
- све песме за Округићеву Саћурицу и шубару
- све песме за Округићеву Уњкаву комедију
- за Хаџићев за комедију у једном чину Љубав није шала
  - Аој свете мио и премио
- за Сигетијев Стари бако и његов син хусар
- за Трифковићеву шаљиву игру Честитам:
  - Бербери су први људи
- три песме за прерађени комад: Да је мени лећи па умрети
- две песме за Фрајденрајхових Граничара:
  - Карл Нереј
  - Он и она

## Црквена музика
- Литургија прерада Станковићеве литургије и по Карловачком пјенију.
- Песме за јутрење
- Свјати Боже
- Алилуја
- Плачу и ридају
- Со свјатими
- Мирно спавај у земљици црној

## Штампане музикалије
- Где је српска Војводина, Сремски Карловци
- Песме из Максима Црнојевића, Нови Сад и Сремски Карловци
- Још једну ноћ само, Београд

## Уџбеници
- Изучавање виолине помоћу народних песама за постепено учење, Нови Сад (1870)
- Правила у учењу нотног појања и свирања на виолини, Панчево (1871)
- Мала букварска читанка за народ по природним педагошким законима, Први део: Вокалисање, Панчево (1872)
- Буквар и читанка нотног певања за школе
- Литургија за децу у два гласа (1872)

Намераво је да изда и други део Мале букварске читанке - Консонантисање и Велику букварску читанку за народ, које је већ имао припремљене, али га је смрт спречила у томе.